# Thierry Cornaille
Thierry Cornaille est un homme politique et haut fonctionnaire néo-calédonien.

## Biographie
Il est haut fonctionnaire et gérant de la société immobilière de Nouvelle-Calédonie.
En juin 2014, sous l'étiquette Calédonie ensemble, il devient membre et porte-parole du 13e gouvernement issu du statut de l'accord de Nouméa, chargé d'animer et de contrôler les secteurs de Budget, du Logement, du Développement numérique, du Suivi des Questions monétaires, du Crédit et des Relations avec le Congrès. Dans le cadre de ses fonctions, il alerte la classe politique et l'opinion sur les difficultés financières de la Nouvelle-Calédonie. Il est reconduit dans le gouvernement suivant.
En 2016, il autorise l'exportation de minerai de nickel vers la Chine pour compenser la diminution des exportations vers l'Australie.
Il démissionne en avril 2016. Immédiatement après sa démission, il fait l'objet d'une enquête pour ingérence.
Il est ensuite président de la Banque calédonienne d'investissement.